# Trollhunters - I racconti di Arcadia
Trollhunters - I racconti di Arcadia (Trollhunters: Tales of Arcadia) è una serie televisiva d'animazione fantasy creata per Netflix da Guillermo del Toro e prodotta dalla DreamWorks Animation e Double Dare You Productions. Segue la storia di James Lake Jr., un ragazzo adolescente che trova un misterioso amuleto e si ritrova in un regno segreto abitato da troll e altre creature magiche. Poco dopo, lui e i suoi amici hanno il compito di proteggere il nostro mondo dai pericolosi mostri che si nascondono nell'ombra della loro piccola città di periferia.
I primi due episodi della serie sono stati presentati l'8 ottobre 2016 nel New York Comic Con. La prima stagione è stata distribuita in tutto il mondo su Netflix il 23 dicembre 2016. La seconda stagione è stata presentata per la prima volta il 15 dicembre 2017, e la terza e ultima stagione è stata presentata per la prima volta il 25 maggio 2018. In Italia la serie è stata trasmessa anche in TV, dal 9 aprile 2018, su K2 (prima TV stagioni 1-2) e Super! (prima TV stagione 3).
Sin dalla sua uscita, Trollhunters - I racconti di Arcadia è stato ampiamente elogiato come una serie animata ambiziosa e al limite, il Filmink (un magazine australiano) lo ha definito: "...l'animazione per bambini meglio eseguita da Avatar: La leggenda di Aang." La serie è stata nominata per nove Daytime Emmy Awards nel 2017, vincendo più di ogni altro programma televisivo animato o live-action di quell'anno. Nelle sue prime due stagioni, ha anche ricevuto diversi Annie Awards, Kidscreen Awards e Saturn Award.
Anton Yelchin ha continuato a far parte della serie nelle prime due stagioni, poiché aveva registrato abbastanza dialoghi per completarli prima della sua morte improvvisa. Yelchin è stato anche in grado di fornire una porzione di dialogo per la stagione finale, mentre le restanti parti del dialogo sono state registrate da Emile Hirsch. 
Visto l'enorme successo riscosso dalla serie, del Toro ha annunciato che Trollhunters - I racconti di Arcadia sarà la prima serie televisiva animata a far parte di una trilogia, chiamata I racconti di Arcadia. La seconda serie, questa volta di genere fantascientifico, si intitola 3 in mezzo a noi ed è stata distribuita sempre da Netflix nel corso del 2018; la trilogia si conclude con l'ultima serie, di genere fantasy, intitolata I Maghi, distribuita nel 2020.
Lo stesso giorno cui è uscito I Maghi è stato annunciato il film Trollhunters - L'ascesa dei Titani che ha concluso I racconti di Arcadia, debuttato su Netflix il 21 luglio 2021.
Un videogioco basato sulla serie e intitolato Trollhunters: I Difensori di Arcadia è uscito il 25 settembre 2020.

## Trama

### Prima stagione
Jim Lake Jr. è un ragazzo quindicenne che vive nella cittadina di Arcadia Oaks, in California. All’insaputa dei suoi abitanti, Arcadia ospita un’intera civiltà di Troll che ne abita il sottosuolo, protetta dal Cacciatore di Troll, un campione della razza troll che trae il proprio potere da un amuleto, forgiato dal mitico Mago Merlino. L’attuale cacciatore di Troll, Kangjigaar, viene abbattuto da un feroce troll di nome Bular, figlio di Gunmar il Nero, re dei troll oscuri noti come Gumm Gumm. Mentre si reca a scuola con il suo migliore amico, Tobias Domzalsky, Jim trova l’amuleto tra i resti pietrificati di Kanjgaar, in quanto la reliquia lo sta chiamando a sé. Jim viene così scelto come primo Cacciatore di Troll umano e deve ora barcamenarsi fra due vite, per proteggere sia il mondo degli umani che il Mercato dei Troll, rifugio per tutti i Troll buoni. Ad aiutarlo nel suo compito ci sono il suo fedele amico Toby, i suoi due mentori troll Blinky e AAARRRGH!!! e Claire Nuñez, ragazza per cui Jim prova qualcosa, il cui fratello è stato fatto prigioniero nelle Terre Oscure, il luogo in cui sono attualmente confinati i Gumm Guum.

### Seconda stagione
Jim ha deciso di avventurarsi da solo nelle Terre Oscure, per salvare il fratello di Claire e affrontare Gunmar. Jim riesce nel suo intento di riportare il piccolo Nuñez a sua sorella, tuttavia viene catturato dai Gumm Gumm. Parte immediatamente una missione di salvataggio da parte dei suoi amici, i quali si recano nelle Terre Oscure per riportare indietro il Cacciatore di Troll. Una volta tornati ad Arcadia, Jim e i suoi amici cercano di riadattarsi alla vita di tutti i giorni. Tuttavia, a loro insaputa, sono stati seguiti da Gunmar e suoi servitori, ora liberi e pronti a invadere il mondo in superficie. Oltretutto Eli e Steve, due compagni di scuola di Jim, scoprono chi è lui e in realtà si proporranno di aiutarlo nella sua lotta. 

### Terza stagione
Gunmar è riuscito a impadronirsi del Mercato dei Troll e a riformare il suo esercito di Gumm Gumm. Jim e i suoi compagni devono quindi proteggere sia gli umani, ignari di tutto che i troll buoni in fuga. Gunmar è intenzionato a dare inizio alla notte eterna, un cataclisma che oscurerà il sole, la cui luce tramuta irreversibilmente i Troll in pietra, permettendo al suo esercito di camminare sulla terra e sottomettere il mondo intero. Per produrre tale sortilegio, il re dei Gumm Gumm progetta di risvegliare un’antica e maligna entità, più potente e pericolosa di Gunmar stesso, Morgana, l'apprendista del mago Merlino. Intanto Jim e i suoi amici risvegliano il creatore dell'amuleto, Merlino, che è pronto ad aiutarli a sconfiggere Gunmar e Morgana. Si prepara quindi la battaglia finale per la salvezza di Arcadia e del mondo intero.

### Film
"Trollhunters - L'ascesa dei Titani" si svolge dopo gli eventi della serie: "I Maghi". Jim e suoi amici, sia terrestri che alieni, sono costretti a combattere l'Ordine Occulto, un gruppo di semidei che brama la distruzione della terra per mano di pericolosissimi Titani.

## Episodi
| Stagione         | Episodi | Pubblicazione USA | Pubblicazione Italia |
| ---------------- | ------- | ----------------- | -------------------- |
| Prima stagione   | 26      | 2016              | 2016                 |
| Seconda stagione | 13      | 2017              | 2017                 |
| Terza stagione   | 13      | 2018              | 2018                 |

## Personaggi

### Personaggi principali
- James "Jim" Lake Jr. / Cacciatore di troll: il primo Cacciatore di troll umano e eroe riluttante ad occuparsi delle mansioni da Cacciatore di Troll e a condurre una doppia vita. Ha talento nel cucinare e in seguito impara a combattere con la spada di luce, arma simile a una zanbato, si prende cura profondamente di sua madre e dei suoi amici. Alla fine della terza stagione si immerge nella pozione di Merlino e diventa metà troll e metà umano.

Voce italiana: Flavio Aquilone
- Tobias  Domzalski: il migliore amico e confidente di Jim. Dolce ed eccitabile, abbraccia pienamente il mondo segreto dei troll e aiuta Jim nelle sue ricerche. Anche lui otterrà un'arma, un gigantesco martello da guerra incantato.

Voce italiana: Gabriele Patriarca
- Claire Nuñez: prima interesse amoroso non corrisposto, poi ragazza di Jim. È grintosa, gentile, allegra, sarcastica, curiosa e intelligente, ama i libri ed è un'artista e ginnasta di talento. Inizialmente è all'oscuro della doppia vita di Jim, in seguito questi sarà costretto a rivelarle la verità e entrerà a far parte dei Cacciatori di Troll. Da Angor Rot ruba il bastone dell'ombra, un bastone in grado di creare portali attivati dalle emozioni del possessore.

Voce italiana: Rossa Caputo
- Blinkous  Galadrigal: un troll a sei occhi mentore di Jim. È saggio e studioso, con un cuore d'oro, è il cervello dei Cacciatori di troll e alla fine diventa una sorta di figura paterna per Jim. Anche se prende spesso parte all'azione, combatte molto raramente essendo uno storico e non un guerriero.

Voce italiana: Massimo Rossi
- Aarghaumont "AAARRRGGHH!!!": un troll corpulento, dalla immensa forza fisica e stretto compagno di Blinky che forma un profondo legame con Toby. È stato consegnato ai Gumm-Gumm da piccolo dalla propria regina, divenendo un feroce assassino. Tormentato dalle atrocità commesse, abbandonò Gunmar per vivere una vita di pace. Tuttavia, continuerà a combattere per proteggere coloro a cui tiene.

Voce italiana: Paolo Marchese
- Kanjigar: detto anche: "Il Coraggioso", è il cacciatore che ha preceduto Jim, nonché padre di Draal che ha dovuto allontanare per dedicarsi alla sua vita di cacciatore di troll. Dopo essere stato ucciso da Bular, ricomparirà in forma di spirito per guidare Jim, assieme agl'altri cacciatori di troll venuti prima. Inizialmente si dimostrerà estremamente critico, verso Jim, redarguendolo per mettere in pericolo i suoi amici nella sua missione. In seguito, dopo aver assistito ai successi del giovane e aver scrutato il futuro, gli darà finalmente fiducia.

Voce italiana: Fabrizio Pucci
- Merlino: il potente mago che ha dato inizio alla stirpe dei cacciatori di troll, creando l'amuleto, sacrificò la sua magia per sconfiggere quella che un tempo era la sua allieva: Morgana, per poi cadere in un sonno profondo. Ha un atteggiamento severo, borioso, sarcastico e scostante, sembra determinato a fare qualsiasi cosa pur di raggiungere i propri obbiettivi.

Voce italiana: Carlo Valli

### Abitanti di Arcadia
- Barbara Lake: la madre protettiva e oberata di lavoro di Jim. Suo marito ha lasciato la famiglia quando Jim aveva cinque anni. Il suo lavoro da medico la fa stare spesso fuori casa, il che consente a Jim di perseguire i suoi doveri di Cacciatore di troll.

Voce italiana: Giuppy Izzo
- Steve Palchuk: un ragazzo ribelle e narcisista con comportamenti da bullo che frequentemente molesta Jim e i suoi amici. Si dimostra spesso sospettoso del comportamento insolito di Jim ed è quindi determinato a smascherarlo come impostore. Alla fine scopre la verità sull'esistenza dei troll e le altre creature magiche e si unisce a Eli Pepperjack per aiutare Jim, a partire dalla seconda stagione, formando una squadra chiamata: Ammazzamostri.

Voce italiana: Luca Mannocci
- Elijah "Eli" Leslie Pepperjack: un nerd compagno di classe di Jim che crede nel paranormale, spesso tormentato dal bullo Steve. Nella seconda stagione, si unisce a Steve Palchuk per indagare sulle strane creature che entrambi hanno visto e per aiutare Jim. Porta degli occhialoni legati con un po' di scotch. Il suo aspetto fisico è basato sul padre di Jim, come viene rappresentato da bambino nel libro originale.

Voce italiana: Tito Marteddu
- Mary Wang e Darci Scott: le migliori amiche di Claire. Mary è una ragazza popolare e vanitosa, sempre attaccata al cellulare e molto corteggiata dai ragazzi. Darci è la figlia del Detective Scott, della polizia di Arcadia-Oaks ed impersona la mascotte della scuola, indossando un costume da Talpa. Toby, ne rimane affascinato, pur ignorando chi si nasconda sotto al costume. Quando alla fine scoprirà la sua vera identità, Darci ammetterà di ricambiare l'interesse e i due si metteranno insieme.

- Coach Lawrence: l'allenatore della scuola di Arcadia. È crudele e dispotico con i suoi allievi ma fondamentalmente è un brav'uomo, con sani principi morali. Inizierà una relazione con la madre di Steve e seppur con molta fatica instaurare un rapporto di amicizia con quest'ultimo. Per un po' di tempo, sostituirà il signor Strickler come insegnante di Storia, tuttavia la sua scarsa preparazione in tale materia provocherà non poca ilarità fra gli studenti.

Voce italiana: Marco Mete
- Karl Uhl: Insegnante di spagnolo, di origini austriache, poi Preside Ad Interim della scuola. Severo e rigido, completamente ligio alle regole e poco paziente nei confronti dei suoi studenti. L'unica cosa che sembra smuovere il suo cuore è il suo adorato Pick-up, che chiama affettuosamente: "Susanna".

Voce italiana: Alessandro Budroni
- Lenora Janeth: Insegnante di matematica del liceo di Arcadia, piuttosto severa con i suoi studenti ma sa essere molto premurosa nei loro confronti. Sembra non essere particolarmente soddisfatta del suo lavoro, trovandolo noioso. Inoltre la sua vera passione sembra essere il teatro, di cui tiene un corso all'interno della scuola.

Voce italiana: Alessandra Cassioli

### Abitanti del Mercato dei troll
- Vendel: Il capo della comunità del Mercato dei troll. Troll anziano e avvizzito, Vendel è inizialmente poco fiducioso e sospettoso nei confronti di Jim e spesso è molto pessimista nei suoi confronti, ma in seguito mostrerà un lato più morbido e col tempo imparerà a fidarsi di lui.

Voce italiana: Stefano De Sando
- Draal: Detto l'Implacabile. È il figlio di Kanjgaar, addestratosi tutta la vita per guadagnare il diritto di possedere l’amuleto e succedere al padre come Cacciatore di Troll. Dopo aver scoperto che l’incarico è passato a Jim, un umano, in preda a rabbia e invidia tratterà il ragazzo con arroganza e presunzione. In seguito lo sfiderà a duello con l’intento di ucciderlo ma Jim vincerà lo scontro, scegliendo di risparmiare Draal. Quest’ultimo, colpito dalla bontà del ragazzo, ne diverrà amico, giurando di proteggerlo e sorvegliare la casa.

Voce italiana: Francesco De Francesco
- NonEnrique: Un mutante che è stato sostituito con il fratellino di Claire, Enrique. Inizialmente è dalla parte di Strickler e si dimostra fastidioso e egoista, ma con il proseguire della serie, diviene sempre meno malizioso e spesso aiuterà i Cacciatori di Troll (di solito dopo essere stato corrotto). Forma un forte legame fraterno con Claire.

Voce italiana: Alberto Angrisano
- Gnomo Chompsky: Uno gnomo adottato da Toby, vive nella sua casa delle bambole, dopo essere stato catturato da Jim, al quale aveva rubato l'amuleto. Eccentrico, iperattivo, loquace (sebbene solo NonEnrique sia in grado di comprenderlo) e dal carattere decisamente irascibile, caratteristica tipica di tutti gli gnomi. Nonostante la sua natura aggressiva, è capace di mostrare grande lealtà e coraggio quando si tratta di aiutare gli altri, come quando si offre volontario per cercare il fratello di Claire nelle Terre Oscure. Sembra anche avere una vena di pazzia che lo porta a parlare con cose inanimate, come lo scheletro di uno gnomo morto o la bambola spaziale Sally-Go-Back della quale si innamora.

### Antagonisti
- Walter Strickler: è uno degli antagonisti principali della prima serie. È il professore di Jim ed un amico della madre. Ha preso inizialmente a cuore la situazione familiare del ragazzo e lo aiuta e lo tratta più di un semplice studente, tanto che lo chiama scherzosamente "Giovane Atlante". Si scoprirà successivamente essere un mutante, ovvero uno di quei troll creati da Morgana che passano da troll a umani in modo che possano camminare alla luce del sole (i troll normali non possono perché si pietrificherebbero). Disprezzati dagli altri troll, che li chiamano "impuri", fra lui e Bular non vi era alcun rispetto. Inizialmente Jim non sospetta niente, ma poi quando scopre la verità lo affronta, intimandogli di stare lontano da sua madre. Non ama combattere, ma quando lo fa usa principalmente pugnali a forma di piuma che sono sul suo mantello (in realtà un gigantesco paio di ali da pipistrello che gli permettono di volare). Le sue intenzioni variano durante la serie e, se all'inizio voleva riportare il suo signore Gunmar il Nero sulla Terra, successivamente decide di usare i suoi poteri e le sue risorse per pura vendetta e sete di dominio, infine si alleerà definitivamente con Jim e i suoi compagni, spinto dall'amore per Barbara Lake. Fa parte dell'Ordine di Giano, composto da mutanti in tutto il mondo, e ne ha assunto il controllo.

Voce italiana: Mario Cordova
- Nomura: curatrice del museo di Arcadia, è in realtà una mutante al servizio di Bular. Il museo che gestisce è anche il quartier generale di Bular e dei mutanti nella città, oltre ad usare il suo lavoro per procurarsi artefatti magici che potrebbero aiutare la sua fazione. Nella sua forma Troll ha l'aspetto di una creatura caprina, dalla sorprendente agilità e combatte con due spade roventi simili a dei Khopesh. In una gag che ricorre in alcuni episodi viene usata dai protagonisti per uccidere il capo dei goblin, in modo da attirare la loro ira su di lei. Ricompare nella seconda stagione come prigioniera dei Gumm-Gumm per aver fallito il suo compito e si alleerà con Jim, dopo aver fatto amicizia con lui.

Voce italiana: Monica Ward
- Otto Scaarbach: mutante tedesco, secondo in comando nell'ordine di Giano, dopo la fuga di Striclker, ne diventa il capo. Si tratta di un raro mutante polimorfo, in grado di assumere qualsiasi forma desideri. A differenza di altri mutanti, Otto è completamente fedele a Gunmar e lo venera, aspirando a diventarne il braccio destro.

Voce italiana: Ralph Palka
- Goblin: creature che fungono da tirapiedi di Strickler e dei Gumm-Gumm. Agiscono quasi sempre in gruppo e il loro capo è contrassegnato da un paio di baffi disegnati con un pennarello, ma una gag ricorrente della serie è che il loro capo cambia sempre a causa della dipartita del precedente. Quando uno di loro muore o o subisce un torto da parte di qualcuno, il capo proclama il Waka Chaka, una vendetta moltiplicata per dieci nei confronti di quel qualcuno, e non importa se sia nemico o alleato, verrà attaccato ferocemente.

- Bular: l'antagonista principale della prima parte della prima stagione. È un gigantesco troll oscuro con le sembianze di un demone nero, che combatte con due gigantesche spade. È il figlio di Gunmar e brama più di ogni altra cosa di riportare il padre sulla Terra. È un guerriero feroce e impavido, ma impulsivo e poco propenso alla strategia, che preferisce risolvere le cose con la forza.

Voce italiana: Massimo Corvo
- Angor Rot: l'antagonista principale della seconda parte della prima serie. È un troll con l'aspetto di un demone grigio ed è uno dei nemici più ostici della serie. In passato era buono e per proteggere il suo villaggio scambiò la sua anima per enormi poteri magici con la strega Morgana, la quale però lo ingannò e sigillò la sua anima in un anello che permetteva a chiunque lo indossasse di controllarlo. Combatte principalmente con un pugnale magico avvelenato, un bastone magico crea portali appartenuto alla sua padrona (del quale si impossesserà Claire) ed è un profondo conoscitore di incantesimi e magie oscure. Può staccare il suo occhio e farlo muovere per conto proprio, in modo da poter spiare il suo obiettivo. Per compensare la perdita della sua anima, quando uccide la sua preda ne assorbe lo spirito. Diversi Cacciatori di Troll hanno cessato di esistere per mano sua.

Voce italiana: Stefano Mondini
- Gatto: Capo dei troll vulcanici di Ojos del Salado, in Argentina. È un gigantesco troll delle dimensioni di una montagna. Nel corso dei secoli ha accumulato una quantità innumerevole di tesori che custodisce nel suo stomaco. I cacciatori di troll lo affronteranno diverse volte, per recuperare alcuni dei suoi tesori.

Voce italiana: Franco Zucca
- Dictatious Galadrigal: il fido consigliere nonché secondo di Gunmar. È il fratello di Blinky, tuttavia quest'ultimo lo crede morto da molto tempo. Un tempo i due erano uniti, e insieme studiavano incantesimi e altre arti mistiche, la maggior parte dei libri conservati nella biblioteca di Blinky sono suoi. Scomparve durante la battaglia di Killahead e Blinky ne suppose la morte, in realtà Dictatious finì nelle Terre Oscure con Gunmar, al quale decise di giurare fedeltà, divenendo suo seguace. È intelligente quanto il fratello e pare che sappia lottare, ma ha un carattere molto calmo e sa essere ragionevole, tanto che riesce a placare la furia e l'impulsività del suo signore, il quale sembra dare retta solo a lui.

Voce italiana: Angelo Maggi
- Regina Usurna: Regina dei troll Krubera e membro del tribunale dei troll, nonché parente di AAARRRGGHH!!!. Si presenta inizialmente come alleata dei protagonisti, sebbene disapprovi continuamente le azioni di Jim come cacciatore di troll e farà di tutto per contrastarlo. Alla fine della seconda stagione, si scoprirà essere sempre stata una seguace di Gunmar e di aver consegnato spontaneamente AAARRRGGHH!!! ai Gumm-Gumm perché ne facessero uno spietato guerriero.

Voce italiana: Rossella Izzo
- Gunmar: Assieme a Morgana è l'antagonista principale della serie, padre di Bular e Re dei Gumm-Gumm. Millenni fa Troll e umani lottarono per il predominio sulla Terra e il primo Heartstone dei troll (la loro fonte vitale) marcì dall'interno, generando Gunmar, il quale fin da subito bramò il potere e uccise Orlagk, il capo dei troll oscuri che da allora obbediscono ai suoi ordini (nel corso di questo combattimento perse l'occhio sinistro). Durante la battaglia di Killahead, venne imprigionato da Deya la Liberatrice in un'altra dimensione con il suo esercito, da allora cerca in tutti i modi di fuggire. Pare non ci sia modo di batterlo, tuttavia Blinky scopre che le tre pietre triumviche, che rappresentano parti della vita di Gunmar (la sua nascita, il suo primo omicidio e l'occhio che perse in battaglia) se combinante con l'amuleto di Merlino possono distruggerlo, e il loro recupero è al centro della seconda parte della prima serie. Nella seconda serie appare fisicamente: ha l'aspetto di un grosso demone con enormi corna, quasi totalmente privo di peli, guercio, e con simboli luminosi blu su tutto il corpo. La sua spada, denominata "Decimaar" è in grado di assorbire le anime dei suoi avversari.

Voce italiana: Roberto Draghetti
- Morgana Le Fay: l'apprendista traditrice di Merlino e vero antagonista finale della serie. Chiamata anche: "Baba Yaga", "Pallida Signora" o "Regina Eldritch". Si tratta dell'entità che ha creato la razza dei mutanti e soggiogato Angor Rot; inoltre ha predetto che Gunmar avrebbe fatto scendere la "Notte Eterna" sul mondo, per poter permettere a lei e ai Gumm-Gumm di conquistarlo. Merlino la imprigionò nell'ambra durante la battaglia di Killahead, sacrificando tutta la sua magia.

Voce italiana: Ilaria Latini

## Produzione
Trollhunters - I racconti di Arcadia è doppiata, tra gli altri, da Anton Yelchin, Kelsey Grammer e Ron Perlman. Si tratta dell'ultimo progetto di Yelchin, che morì durante la produzione dopo aver registrato la maggior parte dei dialoghi.

## Critica
Trollhunters - I racconti di Arcadia ha ricevuto perlopiù critiche positive. La prima stagione ha un indice di gradimento del 93% sul sito Rotten Tomatoes basato su 15 recensioni; il commento del sito recita: "Trollhunters riesce a catturare l'entusiasmo di Del Toro per raccontare storie di mostri, in modo giovanile e colorato che potrebbe fargli guadagnare una nuova generazione di fan."